# Dasiops caustonae
Dasiops caustonae är en tvåvingeart som beskrevs av Allen L.Norrbom och Mcalpine 1997. Dasiops caustonae ingår i släktet Dasiops och familjen stjärtflugor.
Artens utbredningsområde är Venezuela. Inga underarter finns listade i Catalogue of Life.